# Howard Pease
Howard Pease, né le 6 septembre 1894 à Stockton et mort à San Rafael le 14 avril 1974, est un écrivain américain spécialisé dans les récits d'aventures maritimes. La plupart de ces aventures mettent en scène le héros Joseph Todhunter Moran, surnom Tod (traduit en français par « Joseph Théodore Moran » / Ted), marin sur divers navires durant l'Entre-deux-guerres. Pease fut aussi journaliste et critique littéraire.

## Récompenses
Pease a reçu deux prix littéraires dans sa vie :
- en 1944, il reçoit le California Commonwealth Book Award pour son roman Thunderbolt House ;
- en 1946, il est récompensé du Children's Book Award pour son roman Heart of Danger.

## Œuvre

### The Tattooed Man
- Publication aux États-Unis : 1926
- Titre français : Le Vagabond des mers
- Publication en France : Hachette Jeunesse, 1951, traduction de Pierre Bonvallet, illustrations d’Henri Dimpre.
- Résumé :
  - Neil Moran a disparu alors qu'il était subrécargue sur le cargo Araby. Son frère cadet Ted, 17 ans, se rend à San Francisco, aux locaux la compagnie propriétaire du navire. Le directeur de la compagnie, Jasper Swickard, lui annonce que Neil a volé la caisse durant le trajet et qu'il a disparu en France. Incité par la secrétaire Sheila Murray, tombée amoureuse de Neil, Ted décide de s'embarquer comme garçon de cabine et homme à tout faire sur un autre cargo de la compagnie, l’Araby, pour mener une enquête discrète. En effet, l’Araby se rend lui-aussi en France (Marseille) et en Italie (Gênes). Durant le long périple maritime, Ted se lie d'amitié avec le matelot Toppy, et découvre la personnalité charismatique du cuisinier Tom Jarvis. Celui-ci s'avère être l'ancien capitaine du navire sur lequel Neil Moran avait navigué. Comme Ted, Jarvis s'est fait embaucher sur l’Araby car il soupçonne une escroquerie à l'assurance.
  - Jarvis surnomme affectueusement Ted « Joe Macaroni ». Le navire est commandé par le capitaine Ramsey, assisté des officiers Hawkes et Burton. Le trajet est émaillé de plusieurs incidents graves. Ainsi, à Panama City, Ted est chargé par le commandant en second Hawkes de remettre un message à une échoppe en centre-ville. Il est fait prisonnier mais parvient à s'échapper et à rattraper l’Araby (qui vient de reprendre sa route) à une centaine de kilomètres de là. Ted est amené aussi à lutter contre un requin. Il affronte aussi un autre matelot dans le cadre d'un combat de boxe. Une fois le navire arrivé à Marseille, Jarvis et Ted s'allient pour prendre en filature Hawkes. Ce dernier se rend à la gare Saint-Charles et rencontre Jasper Swickard ! Jarvis est découvert et Ted continue seul la filature de Swickard. Il le suit jusqu'à la Villa Paradis à Antibes, où il découvre son frère Neil prisonnier. Il réussit à libérer son frère durant la nuit. Revenu au navire qui a fait le trajet Marseille / Gênes, Ted est puni : désormais, il sera soutier. Neil est embauché sur le navire. Ted découvre le triste labeur des soutiers. Sur le chemin de retour, tout montre que c'est le capitaine en second Hawkes qui a pris les commandes du navire. Le capitaine Ramsey, alcoolique et dépassé, a perdu tout contrôle.
  - Arrivé aux Caraïbes, un incendie se déclare à bord du navire. Hawkes ordonne l'évacuation immédiate du navire. Alors que les hommes sont tous embarqués dans les chaloupes de sauvetage, Jarvis, qui avait pressenti un mauvais coup, procède à l'arrestation de Hawkes et de son complice Philipps, avec l'aide de Ted Moran et de l'officier Burton. La bombe qui avait été placée à bord du navire et qui devait le couler a été désamorcée par Neil Moran. Sous l'autorité de Jarvis, le navire retourne sans encombre à San Francisco. Neil retrouve la secrétaire Sheila Murray, qui avait toujours cru en son innocence.
- Remarques :
  - L'expression « Vagabond des mers » choisie pour le titre français peut s'appliquer aussi bien au navire sur lequel Ted embarque, qu'à Tom Jarvis.
  - On retrouvera Ted Moran dans le roman Shangai Passage (voir ci-dessous) dans lequel il n'aura pas le rôle principal.

### Shangai Passage
- Titre français : Le Capitaine Jarvis.
- Publication aux États-Unis : 1929.
- Publication en France : Hachette Jeunesse, 1952, traduction de Pierre Bonvallet, illustrations de Psim.
- Contexte historique : le roman est imprégné de l'atmosphère qui règnait en Chine lors de l'Expédition du Nord et du Massacre de Shanghai.
- Résumé :
  - Stuart Ormsby est renvoyé de West Point. Craignant le courroux de son père, il mène une vie errante, effectuant çà et là des petits boulots. Il finit par se retrouver à Vancouver, où un soir un inconnu lui propose une petite somme pour faire le guet près d'un cargo. Les douaniers surviennent alors et Stuart n'a pas d'autre choix que de monter à bord du navire Le Nankin qu'il devait surveiller. L'inconnu se révèle être Bashford, le capitaine en second du navire. Engagé comme homme à tout faire, Stuart devient vite ami avec Ted Moran (surnommé Joe Macaroni), un jeune homme que le lecteur avait déjà rencontré dans le roman précédent (The Tattooed Man / Le Vagabond des mers), et avec Toppy, un londonien gouailleur. Toppy surnomme Stuart Alabam en raison de sa région d'origine, l'Alabama (il gardera ce surnom durant tout le roman). Stuart découvre aussi la forte personnalité du capitaine du navire, Tom Jarvis.  Il rencontre aussi d'autres personnalités plus ou moins attachantes : le cuisinier Wu Sing, le lieutenant Davis, le suédois Jorgensen, le chef-mécanicien Briggs, le steward Billy Anders, Gino-le-Napolitain, le singe Ming, etc. Il apprend aussi qu'il est arrivé des « accidents » aux précédents capitaines. Jarvis soupçonne un « coup de force » ou une « mutinerie » de la part de certains marins, menés par Bashford.
  - Le navire Le Nankin quitte Vancouver et se dirige vers le Japon, sa première escale. Durant le trajet, divers événements se produisent : le navire doit faire face à une tempête tropicale, Stuart découvre l'existence d'un complot visant à prendre le navire, un matelot (Slim Benson) meurt dans d'étranges circonstances, le capitaine Jarvis fait l'objet d'une tentative de meurtre, Ted Moran disparaît (on suppose qu'il a été emporté par une vague). Le navire arrive à Yokohama, où il va faire escale pendant 24 h. Stuart apprend que Ted Moran n'est pas mort, et qu'il a découvert diverses choses sur le complot en cours. Un coup de feu est tiré en direction de Jarvis depuis un sampan du port. Stuart essaie de retrouver le tireur, sans succès. Par la suite, le Nankin repart vers Shanghaï.
  - Le capitaine Jarvis est fait prisonnier par Bashford. Le navire est attaqué par des Chinois du Kuomintang qui veulent s'en emparer. Stuart Ormsby, aidé de Ted Moran et de Toppy, renverse la situation. Les Chinois sont refoulés. Un navire américain intervient et l'escorte. Le roman se termine : on apprend que la canonnière est commandée par le père de Stuart. Le père et le fils, tous deux très émus, se retrouvent, et Stuart annonce à son père son intention de se présenter à nouveau au concours d'entrée de West Point.

### Autres romans
- The Jinx Ship (1927)
- The Gypsy Caravan (1930)
- Secret Cargo (1931) (Le Cargo du mystère)
- The Ship Without a Crew (1934) (Le Navire sans équipage)
- Wind in the Rigging (1935)
- Hurricane Weather (1936)
- Foghorns (1937)
- Captain Binnacle (1938)
- Jungle River (1938) (Les Naufragés de la jungle)
- Highroad to Adventure (1939) (La Serviette de cuir)
- Long Wharf (1939)
- The Black Tanker (1941)
- Night Boat (1942) (La Malle de San Francisco)
- Thunderbolt House (1944)
- Heart of Danger (1946)
- Bound for Singapore (1948)
- Dark Adventure (1950)
- Captain of the Araby (1953)
- Shipwreck (1957)
- Mystery on Telegraph Hill (1961)